# 三室聡子
三室 聡子（みむろ さとこ）は、日本の陸上競技選手。元女子棒高跳日本記録保持者。

## 経歴
静岡県立浜松東高等学校在学中に、3m20の日本新記録を樹立した。1994年、安井己美子に日本記録を更新された。